# شهرستان ییجون
شهرستان ییجون (به لاتین: Yijun County) یک شهرستان‌های جمهوری خلق چین در چین است که در تونگچوان واقع شده‌است.
 شهرستان ییجون ۱٬۴۷۶ کیلومتر مربع مساحت و ۹۱٬۱۶۰ نفر جمعیت دارد.